# Vega 1 y 2
Las Vega 1 y Vega 2 son dos sondas espaciales lanzadas por la Unión Soviética en 1984 para cubrir una serie de objetivos, entre ellos la exploración de Venus (sobrevuelos y aterrizaje de dos sondas) y la del cometa Halley (sobrevuelos), siendo parte del grupo de cinco sondas llamado Armada del Halley que exploró el cometa en su última aproximación.

## Los objetivos
La misión para estas sondas soviéticas era doble ya que debían realizar un sobrevuelo de Venus y otro del cometa 1P/Halley. Para realizar los objetivos se prepararon dos naves idénticas, Vega 1 y Vega 2, que fueron lanzadas el 15 y el 21 de diciembre de 1984 respectivamente.
Tras llevar una sonda de descenso hasta las proximidades de Venus el 11 de junio (Vega 1) y el 15 de junio (Vega 2) de 1985, las sondas cambiaron su rumbo usando la fuerza de la gravedad del planeta y tomando la dirección hacia el cometa Halley para interceptarlo en marzo de 1986.
La primera nave llegó hasta el Halley el 6 de marzo de 1986 con una velocidad relativa entre ambos cuerpos de 77.7 km/s. A pesar de que la sonda tenía una precisión de 100 km, la posición relativa con respecto al núcleo solo podría ser estimada cuando se encontrara a unos pocos miles de kilómetros del cometa. Esto, junto a problemas con los sistemas de protección del polvo hizo que las distancias de sobrevuelo quedaran finalmente a 10 000 km para la primera nave. La segunda nave llegó hasta el Halley el 9 de marzo de 1986.

## Las naves
Las naves estaban estabilizadas en los tres ejes y su principal estructura eran los paneles solares, una antena de alta ganancia, una plataforma automática para apuntar los instrumentos que tenía que visualizar constantemente el núcleo del cometa. Esta plataforma podía moverse +/- 110° y +/- 40° en dos direcciones perpendiculares con una precisión de 5 minutos de arco y una estabilidad de 1 minuto de arco por segundo.
Llevaban una cámara de ángulo ancho y otra de ángulo estrecho, un espectrómetro de tres canales y uno en infrarrojo. Otros experimentos se encontraban en el cuerpo principal de las naves con la excepción de dos magnetómetros montados en un brazo extensible de dos metros y varios sensores de plasma y analizadores de ondas de plasma que estaban en otro brazo de 5 m. La carga científica pesaba un total de 125 kg y podía enviar los datos a nuestro planeta a una velocidad de 65 kbps en el modo de telemetría rápida durante el encuentro. Además tenía otro modo lento para la fase de crucero.
Los datos científicos del encuentro con el cometa se obtuvieron desde 2,5 h antes del sobrevuelo hasta media hora después de la máxima aproximación, con varios periodos de adquisición de datos durante 2 h antes y después de estas fases. Los instrumentos de plasma y de polvo obtenían datos de manera continua y eran almacenados en la memoria de la sonda que tenía una cinta grabadora con una capacidad de 5 Mb.
Las naves llevaban un escudo térmico para protegerse de los impactos del polvo que estaba formado por múltiples capas de un grosor de 100 μm a 20 cm de las naves, junto a un escudo de 1 mm de aluminio a 5 cm de las naves. La mitad de las sondas Vega era el módulo dedicado al cometa Halley y la otra mitad para los equipos de descenso a Venus. La carga científica total era de 144.3 kg.

## El módulo de descenso a Venus
El aterrizador de las Vega 1 y 2 era idéntico al de las misiones Venera 9 hasta la Venera 14 y por lo tanto tenía objetivos similares como el estudio térmico de la atmósfera y de la corteza del planeta. El aterrizador estaba formado por una semiesfera aislada y a presión con absorbedores de choque en un anillo deformable de aterrizaje. En la parte superior esta un disco que servía para realizar el aerofrenado y que también servía como reflector para la antena cilíndrica de comunicaciones que estaba sobre el. 
El lander estaba protegido durante la fase de crucero y la entrada atmosférica en Venus por una esfera de protección térmica de 240 cm de diámetro, que constaba de dos partes unidas aunque no herméticas.

## Instrumentación
Además de los instrumentos de temperatura y presión, la sonda portaba una espectrómetro ultravioleta (ISAV) para medir los componentes menores de la atmósfera, un higrómetro (VM-4) para medir la concentración de H2O, un analizador de aerosoles (IPF), un espectrómetro analizador del tamaño de las partículas (ISAV-A) y otros instrumentos para la determinación de la composición química de la fase condensada: un cromatógrafo de gases (Sigma 3), un espectrómetro de rayos-X (BDRP-AM25) para observar la fluorescencia de los granos, un espectrómetro de masas (de malaquita) para medir la composición química de los granos y las gotas. El espectrómetro de rayos-X separaba los granos de acuerdo a sus tamaños usando un dispositivo láser, mientras el espectrógrafo de masas los separaba según su tamaño usando un separador aerodinámico inercial.
Tras el aterrizaje, se recogía una pequeña muestra cerca de la sonda utilizando un taladrador y era analizado por el espectrómetro de rayos gamma (GS-15-SCV) y un espectrómetro de fluorescencia de rayos-X. El espectrómetro ultravioleta, el espectrógrafo de masas y los instrumentos de medición de temperaturas y presiones fueron desarrollados en cooperación entre investigadores soviéticos y franceses. Los datos recogidos fueron retransmitidos a la sonda Vega 1 y reenviados a la Tierra.

## La misión a Venus
El aterrizador se separó de la sonda Vega 1 dos días antes de llegar a Venus y entró en la atmósfera del planeta en una trayectoria inclinada sin realizar maniobras de ningún tipo, como se había hecho en las misiones Venera anteriores. El aterrizador entró en la atmósfera de Venus el 11 de junio de 1985 a las 01:59:49 GMT a una velocidad de 10,75 km/s con un ángulo de entrada de 18,23° El paracaídas piloto fue desplegado a las 02:00:27 GMT (38 segundos después de entrar en la atmósfera) a una altura de 65 km de la superficie y el paracaídas principal fue abierto 11 s más tarde a 64,5 km de altura. En ese instante se desprendió el hemisferio de protección superior y el inferior 4 s más tarde a 64,2 km de altura.
El hemisferio superior contenía el sistema para el despliegue del balón aerostático. El paracaídas fue soltado a las 02:09:37 a 47 km de altura sobre la superficie. Tras esto el aterrizador estaba diseñado para usar el aerofrenado contra la densa atmósfera del planeta, con sistemas dispositivos de fricción para minimizar las vibraciones y el giro y proporcionar estabilidad. A una altura de 18 km un golpe mecánico de origen desconocido (posiblemente debido a una válvula que se soltó en el compartimiento superior) accionó el contacto de un acelerómetro lo que causó el despliegue temprano del taladro del suelo del espectrómetro de rayos-X por fluorescencia. Debido a esto fue imposible usarlo una vez en tierra. Un sistema toroidal similar a los usados en Venera 13 y 14 fue usado para absorber parte del choque en el aterrizaje.
La nave Vega 1 tocó tierra a las 03:02:54 GMT el 11 de junio de 1985 a 7,5 ºN y 177,7 ºE en la zona norte del este de Aphrodite Terra. La altitud en el lugar del aterrizaje fue de 0,6 km sobre el radio medio del planeta. En ese lugar la presión llegó a las 95 atmósferas terrestres y la temperatura de 466 °C. El balón midió ráfagas de viento descendentes de 1 m/s y vientos horizontales de hasta 240 km/h.
La Vega 2 tocó tierra a las 03:00:50 GMT el 15 de junio de 1985 a 8.5° S y 164.5° E, en la zona este de Aphrodite Terra. La altitud en el lugar del aterrizaje fue de 0,1 km sobre el radio medio del planeta. En ese lugar la presión llegó a las 91 atmósferas terrestres y la temperatura de 736 K. Transmitió durante 56 minutos.

## Globos aerostáticos
Además de las sondas de aterrizaje, las naves desplegaron cada una un balón aerostático que portaba instrumentos en un compartimiento sellado y a presión constante. Estos globos fueron soltados a una altura de 54 km desde el hemisferio superior de protección térmica y constaban con un paracaídas en dos etapas que luego era desplegado y luego inflado.
Cada uno de los globos de 3,4 m de diámetro portaba una masa de 25 kg. Una carga de 5 kg estaba suspendida 12 m por debajo del globo. Esta primera fase de la misión se llevaba a cabo a unos 50 km de altura, justo en medio de la capa más activa de la atmósfera de Venus.
Los datos de estos globos fueron enviados directamente hacia la Tierra durante las 47 horas de misión (las baterías tenían una duración máxima de 60 horas). Los instrumentos debían medir las temperaturas, presiones, velocidad vertical de los vientos, visibilidad (densidad y tamaño de los aerosoles), niveles de luz y detección de rayos. Para seguir la nave se usó interferometría de base amplia y se pudo conocer los movimientos del globo y obtener datos de la velocidad de los vientos. Este seguimiento se hizo con 6 antenas en territorio soviético y otras 12 por todo el mundo (coordinadas por Francia y la DSN de la NASA). Tras dos días y 9000 km, los globos entraron en la cara diurna de Venus y explotaron por calentamiento debido al Sol.

## La misión al cometa 1P/Halley
Tras su encuentro con el planeta Venus, la sonda Vega 1 continuó su viaje para interceptar al cometa 1P/Halley. Vega 1 realizó su mayor aproximación al núcleo del Halley el 6 de marzo a tan sólo 8890 km de distancia. El examen intensivo del cometa se realizó durante las tres horas alrededor del momento de mayor aproximación y se midieron los parámetros físicos del núcleo como las dimensiones, la forma, la temperatura y las propiedades de la superficie, así como la estructura y dinámica de la coma y la composición del gas cerca del núcleo, así como el tamaño y distribución de masas de las partículas en función a la distancia del núcleo y su interacción con el viento solar.
Las primeras imágenes llegaron el 4 de marzo y fueron usadas para guiar con más precisión a la sonda europea Giotto. Las primeras imágenes mostraron dos áreas brillantes en el cometa, lo que inicialmente fue explicado como un doble núcleo. Las áreas brillantes alrededor después resultaron ser dos chorros que salían del cometa. Las imágenes también mostraron un núcleo oscuro con una temperatura entre 26 y 126 °C mucho más cálido de lo esperado para un cuerpo helado. La conclusión fue que una delgada capa cubría al núcleo helado del cometa.
Las imágenes obtenidas por la sonda mostraron un núcleo de unos 14 km de largo y con un periodo de rotación de unas 53 horas. El espectrómetro de masas del polvo detectó materiales con una composición similar a los meteoritos denominados condritas carbonaceas y además detectó clatratos helados.